# Publikáció
A publikáció elsődleges jelentése a közzététel, nyilvánosságra hozás, ami azt jelenti, hogy a publikálás után bárki szabadon hozzáférhet egy adott információhoz. A publikálás fontos eleme, hogy kötődik a publikáló személyhez, vagy intézményhez, vagy csoporthoz. Vannak kötött és szabadon megjelentethető publikációs formák. Ha a publikációs formák erősen korlátozva vannak, akkor beszélhetünk cenzúráról.
Másodlagosan tudományos mű megjelenését is jelenti, aminek zárt szabályrendszere van.
A publikálás lehetőségei:
- kihirdetés
- közhírré tétel
- kiadványban való megjelenés
- tévében való megjelenés
- digitális sajtóban való megjelenés
- és minden más olyan eszköz, amely által az addig zárt információ nyílttá válik.

## Az e-publikáció[1]
A lapnyomtatást időszámításunk kezdete táján találták fel Kínában. Rómában a szónokok beszédeinek lejegyzéséhez agyag- és viasztáblákat, majd a papiruszt, használtak. Az adathordozók és persze permanens információ-tárolásra használták a falakat is. Alexandria nagy könyvtára hatalmas információ-tároló egységként működött.
Az elektronikus publikálás (ePublish): a publikálás egy új dimenzióját takarja. Az elektronikus publikációk papír helyett valamely szabványos elektronikus formátumban (általában Adobe pdf vagy Microsoft Lit formátumban) készülnek és valamely adathordozón, de még inkább az Interneten keresztül érhetők el. Az elektronikus publikáció felhasználója szabadon olvashat, vagy kinyomtathat egy adott publikációt, vagy annak tetszőleges részét. Az elektronikus publikációk, csakúgy, mint a hagyományos publikációk a könyvektől (e-könyv), az elektronikus magazinokon és újságokon keresztül az egyszerű hírlevelekig széles tartományt ölelnek fel.
e-könyv: a papírra nyomtatott könyv 21. századi vetélytársa lehet. Egyfajta hordozható, többféle tartalomforrásból feltölthető, speciális kézi számítógép. Az Egyesült Államokban 1998-ban jelent meg az első palatábla formátumú e-könyv, amelynek ötlete régi, azonban a szöveg megjelenítésére használt LCD-s képernyők ridegsége, háttérvilágítás - és energiaigénye akadályozza a széleskörű elterjedést. Az áttörést a Xerox legendás Palo Altó-i kutatólaboratóriumából származó e-papír ígéri: két átlátszó fólia között felemás, fekete-fehér féltekét mutató mikroszkopikus gömböcskék elektromos dipólusként viselkednek, a változó elektromos tér hatására átfordíthatók – így jön létre a hagyományos raszteres technikára emlékeztető kép és szöveg.
Az elektronikus publikálás azt jelenti, hogy az elektronikus kommunikáció eszközeivel, rendszerint digitális formában teszik az információt a nyilvánosság számára hozzáférhetővé.
Ma már a számítógépek és különösen az internet terjedésével egyre nagyobb hangsúlyt kap az elektronikus publikálás. Ennek több formája is lehet; ezt általában a média határozza meg, hiszen egy CD ROM esetében lényegesen nagyobb adatmennyiséget tervezhetünk, mint mondjuk az Interneten. Ez azonban egy új problémát vet fel: számos elektronikusan megjelenő kiadvány a papíron megjelenő kistestvére, azaz egyszer elkészül a kiadvány terve, formája, tördelése. Ezt kell azután Interneten megjeleníteni, célszerűen a lehető legkevesebb munkával.